# Чемужовка
Чемужо́вка (укр. Чемужівка) — село,
Чемужовский сельский совет,
Змиёвский район,
Харьковская область, Украина.
Код КОАТУУ — 6321786501. Население по переписи 2001 года составляет 2028 (942/1086 м/ж) человек.
Является административным центром Чемужовский сельский совет, в который, кроме того, входят сёла
Артюховка,
Водяховка,
Левковка и
Пролетарское.

## Географическое положение
Село Чемужовка находится на левом берегу реки Мжа, которая через 4 км впадает в реку Северский Донец (правый приток), выше по течению на расстоянии в 2 км расположено село Артюховка, ниже по течению примыкает город Змиёв, на противоположном берегу — село Пролетарское.
К селу примыкает большой лесной массив (сосна).
На расстоянии в 1 км от села находится железнодорожная станция Платформа 27 км.

## История
- 1788 — дата первого упоминания села. Первоначальное название - Тимофеевка[1].
- В 1940 году, перед ВОВ, в Чемужовке были 465 дворов и сельсовет.

## Экономика
- Молочно-товарная ферма.
- Лесничество.
- Питомник.

## Объекты социальной сферы
- Школа.
- Амбулатория семейной медицины.
- Почтовое отделение.
- Министадион.
- Ночной клуб «Берёзка».

## Известные люди
- В селе родился, жил, умер и был похоронен Герой Советского Союза Арсентий Кришталь.

## Достопримечательности
- Братская могила советских воинов.

## Религия
- Храм святого великомученика Димитрия Солунского УПЦ МП [2].